# Karl Scheit
Karl Scheit   (Ostrava, 21 d'abril de 1909 - Viena, 22 de novembre de 1993) va ser un guitarrista, llaütista, compositor, editor musical i professor de música austríac. Va ser professor titular a la Universitat de Música i Arts Escèniques de Viena.

## Biografia
Karl Scheit va néixer el 1909 com a fill del director de banda militar Emanuel Scheit. El seu germà Albert Scheit va ser més tard flautista a la Volksoper de Viena. Karl va rebre inicialment classes de violí del seu pare; Va aprendre la guitarra de manera autodidacta al voltant de 1925, inspirat en la interpretació de l'alumne de Luigi Mozzani. Va estudiar primer violí al Conservatori de Linz i de 1926 a 1928 guitarra amb Jakob Ortner a l'Acadèmia de Música de Viena.
A partir de 1929 va fer gires per Europa, Àsia i Amèrica com a guitarrista de concert. Va fer concerts a la ràdio i va gravar molts LP i CD.
Scheit va ser professor de guitarra a l'Institut Federal d'Educació de Viena entre 1932 i 1938. Del 1933 al 1984 va ensenyar a l'Acadèmia de Música de Viena o Universitat de Música, l'actual Universitat de Música i Arts Escèniques de Viena, i del 1938 al 1958 al Conservatori de Viena el 1952 va rebre la càtedra. Juntament amb Luise Walker, va tenir una influència significativa en l'educació de la guitarra a Viena. Entre els estudiants coneguts de Scheit hi havia Ralph Towner, Maritta Kersting, Konrad Ragossnig, Reinbert Evers i Leon Koudelak. Es va jubilar el 1979. Va donar a conèixer el seu instrument a través de la sèrie de televisió Guitar for All. Scheit també va ser editor de literatura de guitarra a Universal Edition i des de 1957 a l'editorial vienesa Doblinger. Els seus instruments preferits per a les actuacions eren les guitarres Hauser.
El 1953 va ser cofundador del conjunt "Schola antiqua Wien", els membres del qual incloïen Luise Schreiber-Scheit (la seva dona), Marie Leonhardt, Eduard Melkus, Josef Mertin, Gustav Leonhardt i Peter Stummer. El grup es va dedicar a la pràctica de la representació històrica.
En honor a Scheit, la Universitat de Viena organitza regularment un concurs internacional de guitarra a t´tol pòstum.

## Premis
- 1960: Llista de destinataris de la Condecoració d'Honor austríaca i la Creu d'Honor austríaca per a la Ciència i l'Art.
- 1972: Decoració d'Honor pels Serveis a l'Estat de la Baixa Àustria.
- 1976: Gran Condecoració d'Honor per Serveis a la República d'Àustria
- 1979: Medalla d'or en Honor de la Capital Federal Viena.
- 1989: Ordre des Arts et des Lettres (Orde de les Arts i les Lletres)

## Publicacions (selecció)
- amb Erwin Schaller: Llibre de text per a guitarra. 5 volums. Edició Universal, Viena 1936; Nova edició 1939–1941.
- com a editor: Música per a guitarra. Més de 90 volums. Edició Universal, Viena.
- com a editorial: Peces fàcils per a guitarra. 6 volums. Edició Universal, Viena.

## Discografia (selecció)
- Renaissance- und Barockmusik für Gitarre. Amadeo AVRS 6108 (Vanguard BG 548)
- Meisterwerke der klassischen Gitarre. Amadeo AVRS 6372 (Vanguard BG 625)
- Joseph Haydn: Quartett in D-Dur für konzertante Gitarre, Violine, Viola und Violoncello / Luigi Boccherini: Quintett für Gitarre und Streicher. Amadeo AVRS 6153 (Vanguard VRS 1044)
- Kammermusik von Händel und Haydn. Amadeo AVRS 6340
- mit W. Böttcher (Dirigent): Karl Scheit und die Wiener Solisten: Konzerte für Gitarre und Kammerorchester von A. Vivali, G. Torelli und F. Carulli. Galliarde von John Dowland. Amadeo AVRS 6236 (Vanguard BG 618)
- Masterpieces of the Classical Guitar, Vol. 1 von Karl Scheit; (Musical Heritage Society)
- Masterpieces of the Classical Guitar, Vol. 2 von Karl Scheit; (Musical Heritage Society)
- Masterpieces of the Classical Guitar, Vol. 3 von Karl Scheit; (Musical Heritage Society) – auch bekannt unter dem Titel The Virtuoso Guitar, Vol. 2
- Nacht Voller Wunder d'Irmgard Seefried, Karl Scheit (Preiser Records)
- Hans Erich Apostel i el quartet de corda (incl.: Hans Erich apostle i el seu amic, el guitarrista Karl Scheit, discuteixen les sis músiques d'Apostle per a guitarra)